# دورال‌لی
دورال‌لی (به لاتین: Dəvrallı) منطقه‌ای مسکونی در جمهوری آذربایجان است که در شهرستان داش‌کسن واقع شده است.